# アメン
アメン（Amen、エジプト語ラテン文字転写：imn、古代ギリシア語: Ἄμμων, Ἅμμων、Ámmōn, Hámmōn、アムモーン, ハムモーン）は、古代エジプト神話の太陽神。アモン（Ammon）、アムン（Amun）と表記されることもある。その名は「隠れた者」を意味する。オグドアドの一柱。
オグドアドの創造神話の中では、アメンの妻はアマウネトとなり、後のテーベ神話では、妻はムトとされ、息子はコンスとなった。この妻と息子を合わせ、テーベ三柱神と呼ぶ。
豊饒の象徴である雄ヒツジはアメン信仰を象徴する動物として見られ、また時にはアメンはガチョウの姿で表わされることもあった。

## 概要
元々は、ナイル川東岸のテーベ（現・ルクソール）地方の大気の守護神、豊饒神である。その名前の通り、大気は不可視である。最初は重要な神と見做されなかった。
中王国時代第11王朝のメンチュヘテプ2世がテーベを首都としてエジプトを再統一して以来、末期王朝時代の第30王朝までの1,700年余りにわたり、ラー神と一体化し、「アメン＝ラー」としてエジプトの歴史・文明の中心に位置し、エジプトの神々の主とされた。ファラオも「アメンの子」と捉えられるようになり第12王朝の王アメン・エム・ハト、新王国時代第18王朝の王トゥト・アンク・アメンなど歴代のファラオの名にも含まれている。
新王国時代には、アメン神殿と祭司団は絶大な権力をふるい王権を脅かすほどになり、アメンホテプ4世はアマルナ改革を行ったが、彼の死後アメン信仰は復活し、この一時的反発を圧殺した。紀元前1080年頃には、テーベを中心にアメン大司祭国家と呼ばれる勢力に成長し、ファラオとエジプト国内を二分するまでになった。これは、エジプト王国と完全に別の国家という訳ではなかったが様々なところで王権と対立した。
エジプト最大の神殿であるカルナック神殿に祭られており、神殿の大列柱室などに見られる数々の壁画には、2枚の羽を冠した人物像として刻み込まれている。また牡羊として表現されることもある。世界遺産第一号であるアブシンベル神殿内の至聖所に座するその像は、第19王朝のファラオであったラムセス2世像とともに、春と秋の特定の日に1回ずつ、奥まで届く太陽の光によって照らし出されるようにするために、天文学的計算に基づいた配置となっている。

## 逸話
アメンが主神に代わると、これまでのラーを中心としたヘリオポリス創世神話に代わりヘルモポリス創世神話が作られ、アメンは最も古い神々の一柱となった。ただアメン信仰の中心は、テーベであり、この神話も有名ではない。あくまでアメン信仰を強調するためにラーが登場しない神話に後から付け加えられたと言われる。マケドニアのアレクサンドロス大王は、エジプト入りを果たした紀元前332年、古代エジプトの偉大な文明にいたく感動し、自らを「アモンの息子」と称した。詳しくは「アレクサンドロス3世#エジプトの征服」を参照。
また、神々の主とされることから、ギリシア人はゼウスと、ローマ人はユーピテルと同一視した。
『旧約聖書』「エレミヤ書」46章25節には「万軍の主、イスラエルの神は言われた、『見よ、わたしはテーベのアモンと、パロ（ファラオのこと）と、エジプトとその神々とその王たち、すなわちパロと彼を頼む者とを罰する。』」（口語訳）という記述がある。

## アメンに由来する名詞
- アンモナイト - ギリシアでアンモーン（アメン）は羊の角を持ち、アンモナイトの化石がその角に似ていることによる。詳しくは「アンモナイト#呼称」を参照。
- アンモニア 、アンモニウム塩- 古代リビアのアメン神殿の近くで産出したことによる[2]。

またアメン神を、『ゴエティア』に記載された悪魔の一人であるアモン（Amon）の源流と見る説もある。　